# Manucure

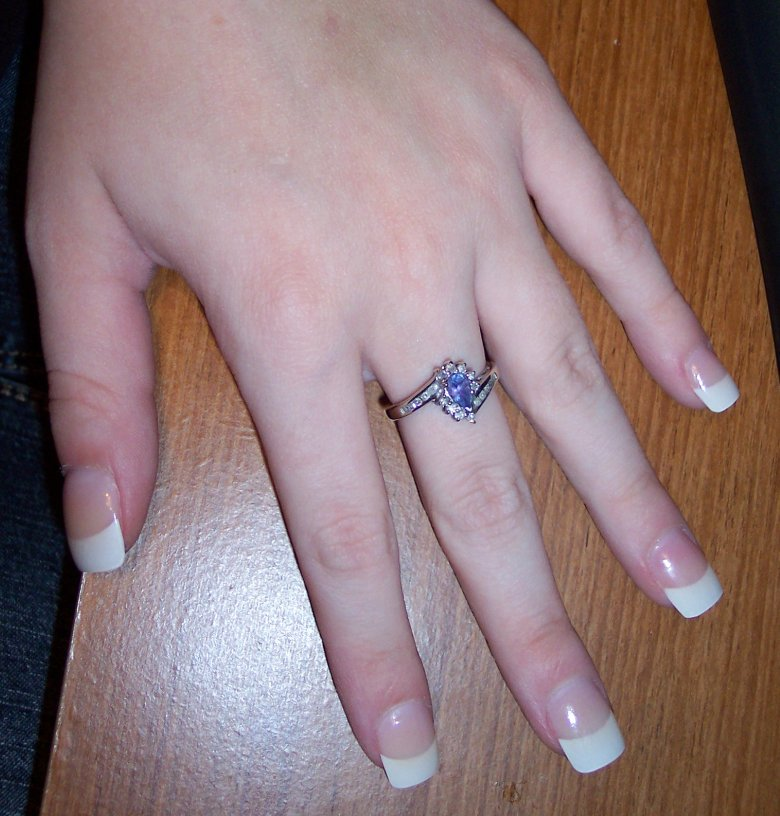

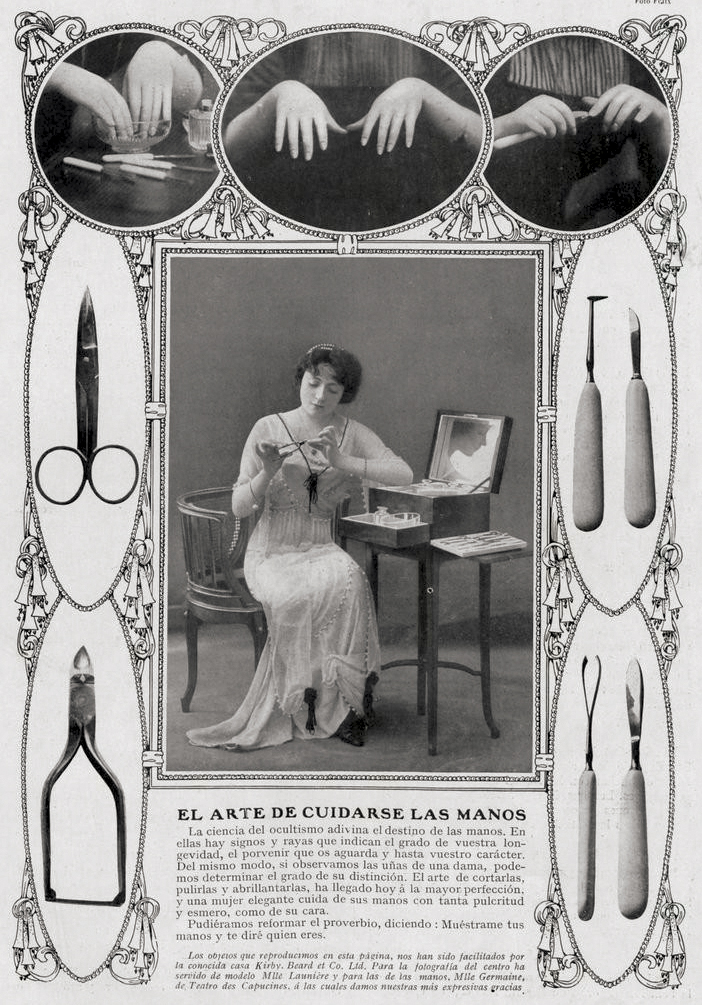
Accessoires de manucure, 1911.

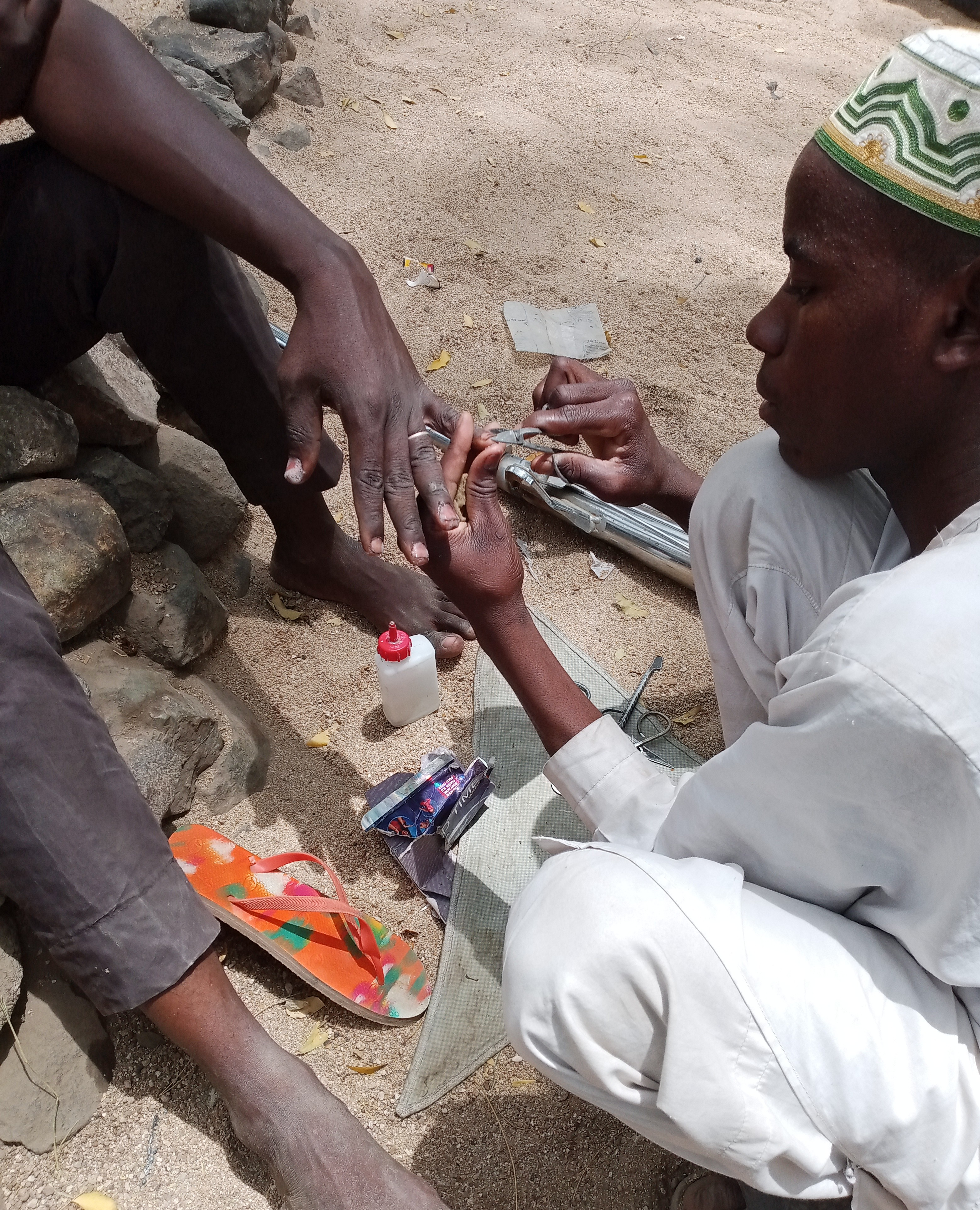
Soin des ongles dans une rue de Maroua (Cameroun).

La manucure ou le manucure, parfois appelée « manucurie » (bien que le mot ne figure pas dans les dictionnaires usuels), est un soin de beauté destiné à embellir les mains et les ongles réalisé par un ou une prothésiste ongulaire. Le mot « manucure » désigne aussi la personne chargée de dispenser ces soins.

## Étymologie
Le mot manucure vient du latin mănūs « de la main » (génitif de mănŭs « main ») et de cūra « soin »,. 

## Différents types de manucure
- French manucure : blanchir le bout de l'ongle à l'aide d'un vernis blanc. Ensuite, vernir tout l'ongle d'une couche de vernis légèrement transparent comportant une petite touche de rose. Il existe plusieurs variantes de la « French Manucure » (littéralement « manucure à la française », bien que la France n'ait rien à voir avec ce type de manucure).
- Faux ongles ou ongles Américains : technique consistant à coller ou à sculpter de la matière artificielle par-dessus l'ongle naturel.
- Manucure classique avec du vernis.

Il existe différentes techniques pour poser les faux ongles :
- Des ongles en plastique souple pré-décorés peuvent simplement être collés. Ces ongles sont bon marché et simples à poser, mais ils sont destinés à une utilisation occasionnelle.
- De la fibre de verre peut être posée sur l'ongle naturel, puis recouverte de colle (cyanoacrylate). Cette technique est généralement employée pour réparer des ongles cassés.
- Des boules de résine (liquide et poudre acrylique) sont travaillées au pinceau et placées sur l'ongle naturel. Cette technique permet de réaliser des extensions, de sculpter des ongles très solides et des décorations en trois dimensions. C'est la technique la plus employée aux États-Unis.
- Du gel à base d'acrylique peut être travaillé au pinceau, placé sur l'ongle naturel, puis catalysé sous des tubes ultraviolets. Cette technique est très populaire en Europe et permet d'obtenir des ongles plus souples que la résine.
- L'acrygel et la résine UV sont des techniques hybrides qui se travaillent comme la résine, mais nécessitent de la lumière ultraviolette pour que les produits catalysent.